# Midi (região)

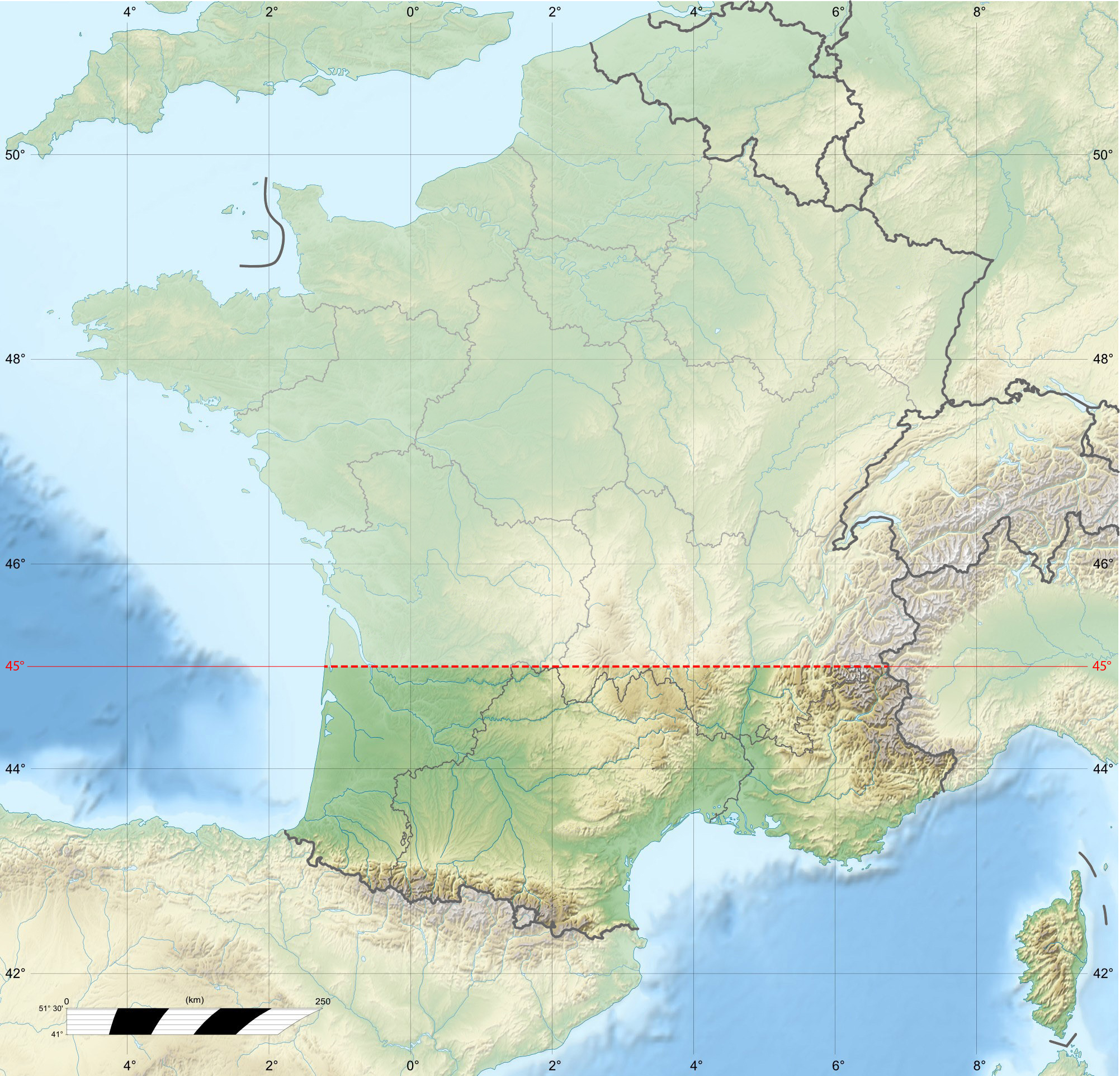
O sul da frança, abaixo do paralelo 45.

Midi (do francês antigo: "sul") designa genericamente o sul da França mediterrânica e atlântica, e que engloba as regiões Aquitânia, Languedoc-Roussillon, Midi-Pirenéus, o sul do Poitou-Charentes e do Rhône-Alpes, e a Provença-Alpes-Costa Azul.
A Região do Midi é uma área sem fronteiras bem delineadas. Do ponto de vista linguístico, é a região da língua de Oc.
Dada a sua localização, entre a Península Ibérica e a Itália, esta zona viu passar as legiões romanas que iam invadir a Ibéria, e foi sempre um corredor de comércio importante.
Esta foi também a região do renascimento da poesia europeia, com os trovadores, e da heresia dos albigenses ou cátaros.
No século XIX, o grande poeta do Midi foi Frédéric Mistral.
Entre os pontos de maior interesse turístico está o Canal do Midi e o Pico do Midi, nos Pirenéus.